# 西代藩
西代藩（にしだいはん、にしんだいはん）は、河内国錦部郡西代村（現在の大阪府河内長野市西代町）を居所として、江戸時代中期に存在した藩。1679年、近江膳所藩本多家の分家として、本多忠恒に1万石が分知されて成立。ただし、西代に陣屋を置いたのは1711年、2代藩主・本多忠統の代である。1732年に伊勢神戸藩に転出。

## 歴史

### 初代藩主：本多忠恒
延宝7年（1679年）6月18日、近江国膳所藩第2代藩主・本多康将は隠居し、養子の本多康慶が跡を継いだ。康慶は康将の甥（早世した兄・康長の子）であり、また娘婿である。同日、康将の実子である本多忠恒の分家が認められ、父の領地（7万石）のうちから河内国錦部郡、近江国高島郡・甲賀郡において1万石を分与されて大名となった（本多家の家譜によれば分知は6月19日）。忠恒の分家は、膳所藩本多家家督を本来の嫡系（康長の系統）に返す一方、「二男」扱いとなった実子を大名とするための措置である。
これによって西代藩が立藩したとされる。ただし河内国西代を居所としたのは、後述の通り2代目の本多忠統の時代である。忠恒は分家して大名となったが、引き続き膳所を国元の住まいとし、参勤交代において江戸と膳所を往復している。
忠恒は天和元年（1681年）12月25日に駿河田中城の在番を命じられ、翌天和2年（1682年）3月3日に土屋政直に城を引き渡して江戸に帰府。同年11月、はじめて領地に赴く暇を与えられ、膳所に帰国している。その後、駿府加番・京都火消役・江戸本所火消役といった番方の役職を歴任し、宝永元年（1704年）11月10日に江戸で没する。

### 第2代藩主：本多忠統

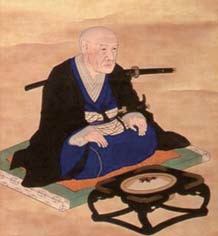
本多忠統

第2代藩主・本多忠統は忠恒の二男である。父の死を受け、宝永元年（1704年）12月23日に14歳で家督相続が認められた。宝永4年（1707年）、忠統は徳川綱吉に小姓として近侍したが、宝永6年（1709年）の綱吉の死によって職を免じられた。
正徳元年（1711年）、忠統（21歳）にはじめて知行地に赴く暇が与えられた。忠統はこの際に西代に陣屋を構えた。本多家家譜によれば、6月27日に江戸を出発した忠統は、7月11日に「河州西代仮屋」に到着、12月23日に「新館」に移った。
忠統は若年時より荻生徂徠に学び、英明な人物であったが、徳川家宣・家継の時代には一譜代小藩主として諸番役を務めるにとどまった。朱子学を重視する新井白石のもと（正徳の治）、徂徠学を奉じる忠統の出頭が抑えられたという見解がある。
享保4年（1719年）8月、西代に在国中であった忠統は徳川吉宗によって江戸に召喚され、9月3日に大番頭に任じられた。以後、奏者番・寺社奉行と昇進し、享保10年（1725年）には勝手掛若年寄に就任した。忠統は享保の改革の実施を担い、老中松平乗邑と協力して財政難の打開を図るとともに、享保の大飢饉に際しては西国の飢饉救済に奔走した。また、文人大名としても知られる。
享保17年（1732年）4月1日、近江国の領地、および河内領の中で陣屋所在地の西代村を収公し、これに代えて伊勢国河曲郡・河内国錦部郡の2国2郡内で所領を与える領地替えが行われた。忠統は新領地の伊勢国神戸に居所を移したため、西代藩は廃藩となり、伊勢神戸藩となった。
西代村を除く河内領は引き続き神戸藩本多家の知行地として続いた（後述）。

## 歴代藩主
本多家
譜代 1万石 （1679年 - 1732年）
1. 忠恒
2. 忠統

## 領地

### 分布
貞享元年（1684年）時点の領地は以下の通り。
- 河内国
  - 錦部郡のうち - 15か村（3687石）
    - 日野村、鬼住村、流谷村、寺本村、西代村、新家村、長野村、甲田村、伏見堂村、原村、小深村、廿山村、板持村、清水村、天見村
- 近江国
  - 高島郡のうち - 9か村（3190石）
    - 請所村、五番領村、岡村、鍛冶屋村、産所村、三田村、仁和寺村、三重生村、十八川村

  - 甲賀郡のうち - 5か村（3121石）
    - 西寺村、東寺村、柑子袋村、吉永村、正福寺村

### 地理

#### 西代

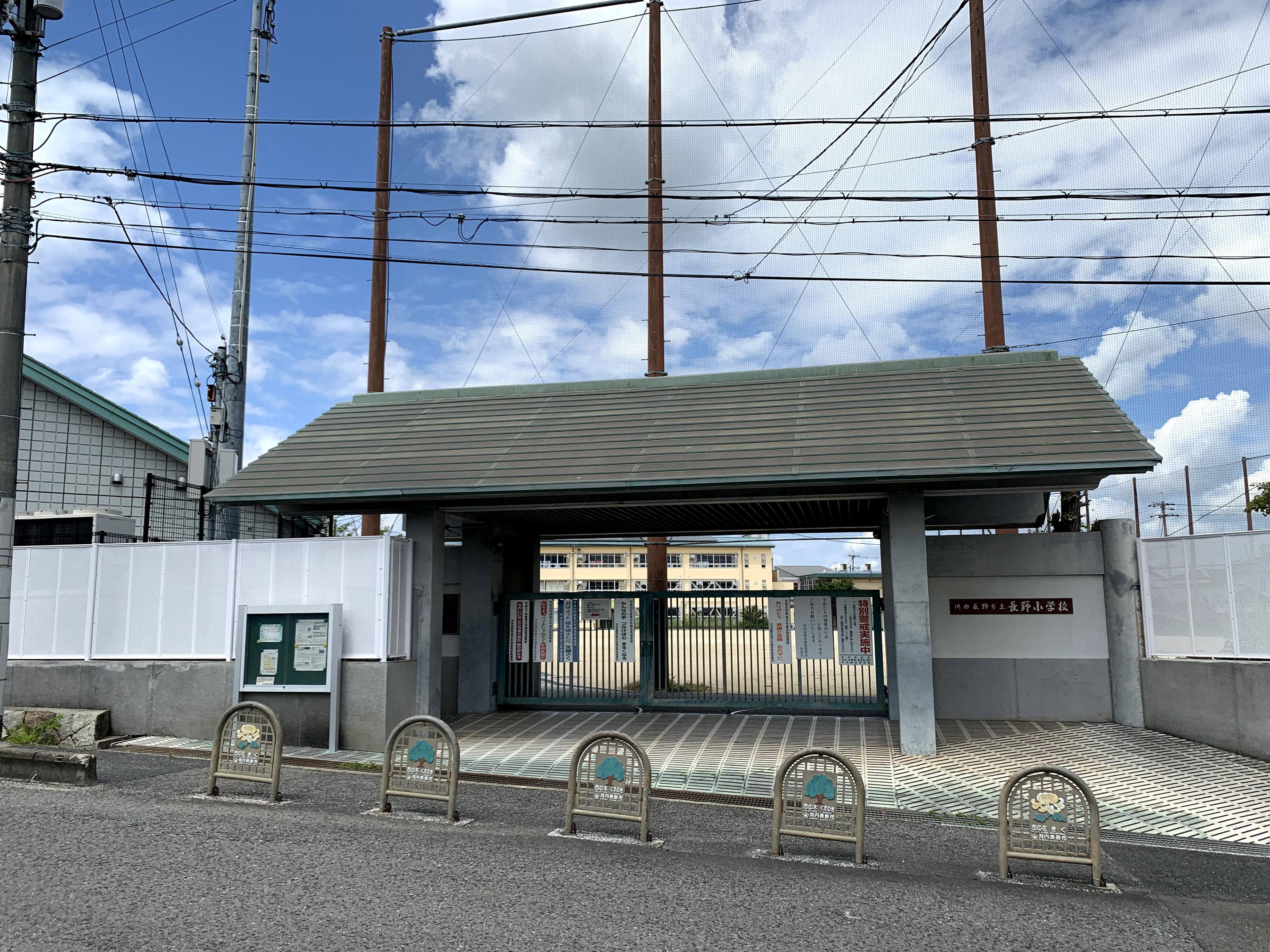
河内長野市立長野小学校の校門

現在の河内長野市の中心地区（長野地区）は、摂津・河内・山城の各地から高野山へ向かう交通路（高野街道と呼ばれる諸街道）の要地であった。山城国八幡（京都府八幡市）方面からの東高野街道と、堺方面からの西高野街道は、長野で合流して一本の街道（高野街道）となり、紀見峠を越えて紀伊国に至る。長野地区の南、石川の対岸には中世に烏帽子形城が築かれ、河内国南部の政治拠点の一つとして合戦の舞台ともなった。
西代は長野地区の中部に所在する。西代陣屋は、河内長野市立長野小学校・長野中学校およびラブリーホール（河内長野市立文化会館）の敷地にかけて存在した。ラブリーホールの一角には「西代藩陣屋跡遺跡」についての説明板がある。河内長野市立長野小学校の校門は陣屋門を模している。
西代村を除く河内国の所領は、神戸藩への転出後も引き続き本多家の知行地として継承された。神戸藩河内領を管轄する役所は長野村に置かれたといい、地元の豪農が飛び地支配のための藩役人（代官など）として登用された。明治初年時点で錦部郡のうち15か村が神戸藩本多家領であった。

## 備考
- 西代神楽（河内長野市指定無形民俗文化財）は、享保17年（1732年）に本多忠統が伊勢神戸に転出した際、その徳を偲んで西代神社（江戸時代には「西代大明神」と呼ばれた[22]）に奉納したのが始まりと伝えられている[23]。